# Patricia De Martelaere

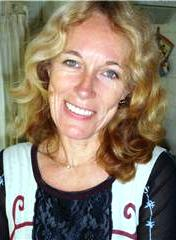
Patricia De Martelaere

Patricia De Martelaere (* 16. April 1957 in Zottegem; † 4. März 2009 in Wezemaal, Gemeinde Rotselaar) war eine flämische Schriftstellerin und Professorin für Philosophie.
Patricia De Martelaere studierte Philosophie an der Katholischen Universität Löwen und erhielt ihre Promotion im Jahr 1984 mit einer Dissertation über den schottischen Philosophen David Hume. Sie lehrte an den Katholischen Universitäten von Brüssel und Löwen.
Sie hat mehrere Romane und Sammlungen von Aufsätzen zu philosophischen, literarischen und psychologischen Themen veröffentlicht.
Ihre schriftstellerische Tätigkeit startete sie bereits als 14-Jährige mit dem Jugendbuch Koning der Wildernis (König der Wildnis). 1988 erschien ihr erster Roman Nachtboek van een slapeloze (Nachtbuch eines Schlaflosen), der mit dem Preis für das beste Debüt ausgezeichnet wurde. Die meisten Auszeichnungen bekam De Martelaere für ihren im Jahr 2004 erschienenen Roman Het onverwachte antwoord (Die unerwartete Antwort).
De Martelaere verstarb am 4. März 2009 im Alter von 51 Jahren an den Folgen eines Gehirntumors.